# ФК Пари Сен Жермен
Парѝ Сен Жермèн (на френски: Paris Saint-Germain F.C., кратки форми ПСЖ или Пари СЖ) е професионален футболен клуб, базиран в Париж, Франция. Клубът е основан на 12 август 1970 г. вследствие от сливането на ФК Париж и Стад Сен Жермен. ПСЖ е неизменен участник във френското първенство Лига 1 от 1974 г. насам и е единственият френски отбор, който след своето влизане в елита никога не е изпадал. „Парижани“ са и актуален рекордьор по продължителни сезони в Лига 1 със своите 49 участия.
Пари Сен Жермен е най-титулуваният отбор в страната по общ брой спечелени трофеи – 51. Клубът е 13 пъти шампион на Франция, 16 пъти носител на Купата на Франция, има в актива си и 9 Купи на Лигата и 13 Суперкупи на страната. Той е вторият френски отбор, печелил европейски клубен трофей – Купа на носителите на купи през 1996 г. ПСЖ е също така вторият френски отбор, спечелил най-престижния европейски клубен трофей – Шампионска лига през 2025 г. Пари Сен Жермен е единственият френски футболен отбор, избиран за клуб на годината в класацията на Международната федерация по футболна история и статистика (IFFHS) през 1994 г. и номер едно в годишната ранглиста на УЕФА през 1998 г. В периода 1993 – 1997 г. ПСЖ изиграва 5 поредни полуфинала в европейските клубни турнири, включително два финала през 1996 и 1997 г.
През 2020 година Пари Сен Жермен играе първия си финал в Шампионската лига, а през май 2025 г. я спечелва убедително и за пръв път става европейски шампион. Следващите 2 месеца категорично надиграва фаворитите на Световното клубно първенство, но на финала отстъпва титлата на Челси и става световен вицешампион.
ПСЖ играе своите домакински мачове на стадион „Парк де Пренс“ от 1974 г. насам и тренира в „Кан де Лож“, наследен от „Стад Сен Жермен“, намиращ се в Сен Жермен ан Ле. Емблемата на клуба е морскосин кръг с дъгообразни бели надписи „Париж“ и „Сен Жермен“, а в средата с червен цвят е изобразена Айфеловата кула. 
Пари Сен Жермен е един от най-популярните футболни клубове във Франция заедно със своя голям съперник Олимпик Марсилия. Дербито между двата клуба е най-значимият мач във френското първенство и е популярно под името „Льо Класик“.
ПСЖ е най-богатият клуб във Франция и един от най-богатите в света. През 2025 г. е трети в света по приходи и седми по цена. Собственост е на катарска и американски инвестиционни фирми.

## История

### 1970 – 1972: От обединение към развод
В края на 60-те години на 20 век се заражда идеята за възраждане на парижкия футбол, който по това време е останал без нито един свой представител в професионалния футбол, а последните значими успехи на местните клубове датират от преди Втората световна война. След проведено проучване от страна на федералния съвет на Френската федерация по футбол, 66 хиляди души дават положителен отговор на въпроса за създаването на нов голям парижки футболен отбор. Така през 1969 г. е създаден ФК Париж, който съществува само формално през текущия сезон, без да притежава отбор, треньор, стадион и право на участие във френския футбол, а неговото финансиране е осигурено от проведена кампания за събиране на средства, в която се включват стотици дарители, включително и множество известни личности. Намиращ се в идентично положение няколко седмици преди започването на новия сезон през 1970 г., новосформираният парижки клуб усилено търси варианти за участие в професионалния футбол, след като малко преди това Френската футболна федерация отхвърля възможността да започне директно в Първа дивизия, а единственият клуб в елита, намиращ се в близост – СК Седан Арден отказва да се обедини с него. Времето притиска ръководителите на ФК Париж, които поглеждат към Втора дивизия, където току-що Стад Сен Жермен е спечелил промоция. Обединението между двата клуба е осъществено на 10 юни 1970 г., с което се създава Пари Сен Жермен, а за рождена дата на клуба е приета 12 август 1970 г. Първият мач на новия парижки отбор е приятелска среща срещу Кевии, която се провежда на 1 август 1970 година. „ПСЖ“ започва новия сезон във френската втора дивизия, където печели своята група и след като надделява над първенците на останалите две групи – Монако и Лил, е обявен за шампион на Втора дивизия и печели промоция за елита. Съществен принос за успеха има и привлеченият преди началото на сезона от Олимпик Марсилия капитан на френския национален отбор по футбол – Жан Джоркаеф (баща на известния бивш френски футболист Юри Джоркаеф).
Още след първия сезон в елита и въпреки първоначалните успехи, кметството на Париж, отказва да поддържа клуб, който е базиран извън територията на града, гледайки на „ПСЖ“, като на „отбор от предградията“. Именно по тяхно желание клубът е разделен на две през 1972 г. – ФК Париж, който продължава участието си в Първа дивизия с професионалните играчи на тима и „Пари Сен Жермен“, който е изпратен в Трета дивизия с аматьорската формация на бившия клуб. Накратко обединението между двата клуба продължава едва две години.

### 1973 – 1978: Първи стъпки
Възползвайки се от отказа за участие на Кевии поради финансови причини, ПСЖ печели промоция за Втора дивизия през 1973 г. Президент на клуба по това време е известният парижки моден дизайнер Даниел Ещер, който има основна заслуга за възхода в първите години на „парижани“. Под негово ръководство през сезон 1973/74 Пари Сен Жермен успява да завоюва място в елита на Франция след инфарктен бараж срещу Валансиен, спечелен с общ резултат 4:2, по време на който легендата на френския футбол Жюст Фонтен, заемащ поста технически директор на клуба, получава сърдечен удар от напрежението. Така ПСЖ успява да си възвърне своя професионален статут, който му е отнет преди две години, а по ирония на съдбата по същото време Пари ФК изпада във Втора дивизия. По това време от играчите на тима могат да бъдат отличени Жан-Пиер Доглиани, Мустафа Далеб, Франсоа М'Пеле, а от треньорите Велибор Васович и Жан-Мишел Ларке. Самият Даниел Ещер създава дизайна на т.нар. „исторически“ екип на клуба от столицата – синьо с червена вертикална линия в средата, оградена от тънки бели ивици. През 1975 г. е открита Футболната академия на ПСЖ, а през същата година е възобновен предсезонният приятелски „Турнир на Париж“ с домакин Пари Сен Жермен. През 1978 г. Даниел Ещер е принуден да напусне своя пост след скандал с двойно счетоводство в парижкия клуб.

### 1978 – 1991: Ерата Борели
През 1978 г. Франсис Борели поема контрол над ПСЖ, заемайки овакантения президентски пост, където ще остане в следващите 13 сезона за да запише завинаги името си в историята на клуба. Под негово ръководство „парижани“ успяват да спечелят своите първи значими трофеи и да заемат място сред най-добрите отбори в страната. През 1982 г. ПСЖ достига до паметен финал за Купата на Франция, спечелен след изпълнение на дузпи (2:2 в редовното време и 6:5 при дузпите) срещу Сент Етиен, воден от Мишел Платини в последния му мач с екипа на „зелените“. През следващия сезон, едва 12 години след създаването си, Пари Сен Жермен дебютира и на европейската сцена в турнира за КНК, където отстранява последователно Локомотив (София) и Суонзи за да срещне на 1/4 финала белгийския Ватершай. В първия мач пред 49 575 зрители на Парк де Пренс (ненадминат рекорд по посещаемост за ПСЖ на този стадион) „парижани“ побеждават с 2:0, но на реванша на белгийска земя те отстъпват с 0:3 след продължения и напускат турнира.
През сезон 1982/83 г. ПСЖ завършва на трето място в първенството, а също така защитава спечелената година по-рано Купа на Франция, побеждавайки на финала бъдещия шампион на Франция Нант. В последвалото евроучастие ПСЖ отпада нещастно на 1/8 финал за КНК от Ювентус на Мишел Платини след 2:2 като домакин и 0:0 на реванша в Торино. Следващият сезон 1984/85 е катастрофален за „парижани“. Столичният клуб завършва на 13-о място във френското първенство, губи на финала за Купата на Франция от Монако и отпада безславно във втория кръг за Купата на УЕФА от унгарския Видеотон. От следващия сезон отборът е воден от Жерар Улие, който още в първата си година начело на клуба успява да го изведе до неговата историческа първа шампионска титла на Франция през сезон 1985/86. По това време в състава на „парижани“ блестят футболисти като Жоел Батс, Доминик Рощо, Луис Фернандес, Доминик Батне и невероятният Сафет Сушич, с които в състава си тимът от френската столица остава непобедим в 26 поредни мача от първенството.
През 1988 г. за старши треньор на ПСЖ е назначен Томислав Ивич, като под негово ръководство „парижани“ завършват на второ място в първенството на 3 точки от набиращия вече скорост Олимпик Марсилия на Бернар Тапи. В последвалото участие в турнира за Купата на УЕФА ПСЖ отново е спрян на 1/16 финал от италианския гранд Ювентус. През тези години все по-осезаемо се усеща изчерпването на политиката на управление на клуба от страна на Франсис Борели. „Парижани“ така и не успяват да постигнат два поредни силни сезона в своето представяне, а финансовото състояние на клуба непрекъснато се влошава. Все пак Пари Сен Жермен успява да се противопостави на офанзивата от страна на френския магнат Жан-Люк Лагардер, който в периода 1984 – 1989 г. безуспешно се опитва да направи своя клуб Матра Расинг най-популярен във френската столица, инвестирайки огромни средства за да привлече редица звездни за времето си футболисти, между които Пиер Литбарски, Енцо Франческоли, а също така и любимеца на парижката публика Луис Фернандес.

### 1991 – 2011: Златни години и упадък
Най-успешният период в историята на клуба настъпва през 90-те години, когато са спечелени 9 трофея. През 1994 година е завоювана титлата на Франция. С финансовата подкрепа на френската телевизия Канал Плюс, ПСЖ достига и до полуфиналите в пет последователни европейски клубни турнира. Губи в надпреварите за Купата на УЕФА през 1993 г., КНК през 1994 г. и Шампионската лига през 1995 г. На поредицата от неуспехи е сложен край през 1996 г., когато отбора вдига най-престижния си приз, благодарение на който добива континентална слава, побеждавайки Рапид Виена с 1:0 на финала за КНК. Победата срещу австрийците е последвана от напускането на треньора Луис Фернандес и атакуващия полузащитник Юри Джоркаеф. Въпреки това, Пари Сен Жермен отново достига финал за КНК през 1997 г., но губи от Барселона, което предизвиква началото на големи промени в състава, ръководството и треньорския щаб на клуба по заповед на собствениците от Канал Плюс.
Новият век не започва никак добре за ПСЖ, а кризата в клуба се задълбочава с всяка изминала година. Отбора редува силни и слаби сезони, като се люлее от място в средата на таблицата до място в зоните за турнирите на УЕФА, където обаче представянето е по-скоро незабележимо. През сезон 2004/05 и 2005/06 отборът катастрофира на 9-а позиция в елита. Утешителна награда за „парижани“ през тези години е Купата на Франция, която е спечелена през 2004 и 2006 година. Трудностите обаче продължават. В следващите няколко сезона се стига до парадокса ПСЖ да се бори до последните кръгове в шампионата за мястото си в елита. Все пак това не пречи да се завоюва Купата на Лигата през 2008 г. под ръководството на бившата звезда на клуба от златните години в средата на 90-те Пол льо Гуен. През сезон 2009/2010 е спечелена още една Купа на Франция, макар че отборът завършва първенството на незавидното 13-о място.
През юни 2006 година ПСЖ е купен от консорциум, състоящ се от американската инвестиционна компания Colony Capital, френската фирма със сходни интереси Butler Capital Partners и американското дружество Morgan Stanley. През 2009 г. Colony Capital изкупува акциите на Morgan Stanley и така става собственик на 95% от акциите на клуба. Впоследствие обаче компанията започва да изпитва финансови проблеми по издръжката на тима.
През сезон 2010/2011 г. „парижани“ успяват да си стъпят на краката и дори се включват в борбата за титлата, но завършват на 4-то място. „Червено-сините“ достигат и финал за Купата на Франция, който губят от шампиона Лил.

### 2011: Ново начало и нови успехи
През 2011 година започва нова ера в развитието на Пари Сен Жермен. Клубът е закупен от катарския фонд Qatar Investment Authority, който превръща „парижани“ в един от най-богатите отбори в света. За президент на „червено-сините“ е назначен Насер Ал-Келаифи, а на поста спортен директор е привлечен бившият футболист на тима Леонардо Араужо. През първия трансферен прозорец са закупени футболисти за повече от 85 милиона евро, включително Хавиер Пасторе, за когото са платени 42 милиона. В края на 2011 г. за треньор на тима е обявен легендарният италиански специалист и добър приятел на Леонардо – Карло Анчелоти. Той започва да гради отбор, съставен от множество големи имена, като Тиаго Мота, Блез Матюиди, Жереми Менез, Максуел и др. Въпреки огромните инвестиции ПСЖ завършва сезона на разочароващото второ място, само на три точки от първенеца Монпелие.
В подготовката за новия шампионат, столичани отделят 100 милиона евро. Към състава се присъединяват голямата звезда на Милан и световния футбол Златан Ибрахимович, както и основният бранител на „росонерите“ Тиаго Силва. Грандиозната селекция е допълнена от Марко Верати, Езекиел Лавеци и Грегъри Ван дер Вил. През новия сезон „парижани“ триумфират със своята трета шампионска титла в историята, а в Шампионската лига достигат до престижен четвъртина финал, където са отстранени от Барселона (2:2 и 1:1) по правилото за гол на чужд терен.
През лятото на 2013 година мегатрансферите продължават и на „Парк де Пренс“ е привлечен Единсон Кавани от Наполи за около 64 милиона евро. Междувременно Карло Анчелоти напуска в посока Реал Мадрид, а на негово място е назначен бившия национален селекционер на Франция Лоран Блан. С негова помощ Пари Сен Жермен печели Суперкупата на Франция, Купата на Лигата и става шампион за четвърти път с рекордните за френския футбол 89 точки. „Парижани“ впечатляват и в Шампионската лига, където достигат 1/4 финалите за поредна година, но са отстранени по идентичен начин след две равенства по правилото за гол на чужд терен от Челси.
На подготовката за сезон 2014/15 „Пари Сен Жермен“ купува бразилската звезда Давид Луиз от Челси за сумата от 56 милиона евро, което го превръща в най-скъпия трансфер на защитник за времето си. Успехите не закъсняват и отборът постига нов грандиозен рекорд: възпитаниците на Лоран Блан успяват да спечелят всичките четири трофея на домашно ниво в рамките на една година, което е абсолютен прецедент в историята на френския футбол. „Червено-сините“ жънат успехи и в Европа, достигайки трети пореден 1/4 финал, като по пътя отстраняват Челси, насред Лондон, след попадение на Давид Луиз и инфарктен гол на Тиаго Силва в продълженията.
На 5 август 2015 г. световните медии гръмват с новината, че Анхел Ди Мария е преминал успешно медицински тестове като играч на „Пари Сен Жермен“. На следващия ден аржентинската звезда подписва официално договор за 4 години с клуба от френската столица за сумата от 64 милиона евро.
През сезон 2015/16 „ПСЖ“ отново печели всички трофеи на домашна сцена, но резултатите в Европа остават незадоволителни, което кара ръководството да извърши промени. На мястото на Лоран Блан за старши треньор е назначен испанския специалист Унаи Емери. Под негово управление последователно са спечелени Суперкупата на Франция, Купата на Лигата и Купата на Франция, но в първенството „парижани“ завършват на разочароващото второ място, а в Европа претърпяват тежко поражение от Барселона на осминафиналите в Шампионската лига.
През лятото на 2017 г. отборът е подсилен от суперзвездите Килиан Мбапе и Дани Алвеш, а привличането на Неймар от Барселона се превръща в най-скъпия трансфер в историята на футбола (222 милиона евро). С тяхна помощ „Пари Сен Жермен“ си възвръща титлата и триумфира с всички възможни трофеи във Франция, но в Европа „парижани“ са отстранени от европейския шампион Реал Мадрид след тежка контузия на Неймар преди реванша.
В края на май 2018 г. е обявено, че Томас Тухел ще замени Унаи Емери на поста старши треньор. Първото голямо попълнение през летния трансферен прозорец е привличането на легендарния италиански вратар Джанлуиджи Буфон като свободен агент от Ювентус. Към отбора също се присъединяват Тило Керер от Шалке, Хуан Бернат от Байерн Мюнхен, Ерик Максим Чупо-Мотинг от Стоук Сити и Леандро Паредес от Зенит.
Сезон 2018/19 започва повече от обещаващо – възпитаниците на Тухел разгромяват Монако с 4:0 и вдигат Суперкупата на Франция. Късата резервна скамейка и зачестилите контузии на ключови играчи, хронично съпътстващи отбора по време на цялата кампания, водят до кошмарно домакинско отпадане на „парижани“ на 1/8 финалите в Шампионската лига от Манчестър Юнайтед. Сезонът е допълнително помрачен от загубите от Страсбург на четвъртфиналите за Купата на Лигата и от Рен на дузпи на финала за Купата на Франция. Въпреки кадровите проблеми „Пари Сен Жермен“ успява да спечели по категоричен начин своята осма титла в историята.
Разочароващите резултати в Европа карат ръководството да направи значителни промени. За спортен директор е назначен Леонардо. Джиджи Буфон и Адриен Рабио отиват в Ювентус. Клуба напускат също Дани Алвеш, Кевин Трап и Джовани Ло Селсо, а на тяхно място са привлечени Андер Ерера, Пабло Сарабия, Кейлор Навас, Мауро Икарди и Абду Диало.
Новият сезон започва със спечелването на Суперкупата на Франция срещу Рен. В Шампионска лига ПСЖ завършва първи в групата си след победи над Реал Мадрид с 3:0 и Клуб Брюж и Галатасарай с по 5:0. На осминафиналите „парижани“ отстраняват германския гранд Борусия Дортмунд с 2:0.
В началото на 2020 г. поради пандемията от коронавирус френския шампионат е прекратен, а титлата е връчена на отбора с най-много точки. По този начин „ПСЖ“ става шампион за девети път в своята история. Спечелени са също отложените за през лятото финали за Купата на Франция с гол на Неймар срещу Сент Етиен и за Купата на Лигата срещу Лион след изпълнение на дузпи, когато в герой се превръща вратарят Кейлор Навас.
УЕФА ревизира провеждането на елиминационната фаза на Шампионска лига за през лятото, като вместо срещи при разменено гостуване, четвъртфиналите, полуфиналите и финалите се провеждат в Португалия с по един мач.
На 12 август 2020 г., навръх 50-годишнината от създаването на клуба, ПСЖ играе четвъртфинален мач от Шампионска лига срещу надъхания отбор на Аталанта. „Парижани“ изостават в резултата до самия край на мача, когато два късни гола в добавеното време прекършват италианците, а резервата Чупо-Мотинг се превръща в герой за тима. След последния съдийски сигнал Неймар символично подарява на Чупо наградата си за играч на мача. Пари Сен Жермен играе на полуфинал на Шампионска лига за първи път от 1995 г. Там „парижани“ побеждават по категоричен начин коравия отбор на РБ Лайпциг с 3:0. Така на стадион Ещадио да Луж в Лисабон „принцовете“ от града на светлините играят своя първи финал в Шампионска лига срещу германския хегемон Байерн Мюнхен. Двубоят се превръща в тактическо надлъгване, съпътствано от накъсана игра. В крайна сметка късметът е на страната на „баварците“, които надделяват с гол на бившия юноша на столичани – Кингсли Коман. Така на своя юбилей Пари Сен Жермен постига най-големия успех в 50-годишната си история: европейски вицешампион, шампион на Франция, носител на Купата, Суперкупата и Купата на лигата на Франция.
От 2022 до 2025 г. отборът е 4 пъти поред шампион на Франция. През 2024 г. постига четвъртия си трипъл (след 1995, 1998 и 2014 г.) – този път с шампионската титла, Купата и Суперкупата на Франция. 
Най-успешният международен сезон на Пари Сен Жермен е 2024/25 г., когато отново постига трипъл: шампион и носител на Купата на Франция, европейски шампион и финалист на Световно клубно първенство. През май 2025 г. ПСЖ спечелва Шампионска лига за първи път в историята си, след като на финала разгромява с 5:0 италианския гранд Интер. След 2 месеца се представя отлично на Световното клубно първенство: на полуфинала категорично надиграва Реал Мадрид с 4:0 и на финала среща Челси.

## Собственост и финанси
Пари Сен Жермен е закупен през 1991 г. от телевизионния оператор на шампионата Canal+, което води парижкия клуб до голям успех в ранните му години – през 1996 г. печели Купата на носителите на купи, превръщайки се във втория френски клуб, спечелил европейска купа. През 2006 г. ПСЖ е продаден на американския инвестиционен фонд Colony Capital, като преживява няколко сложни сезона въпреки спечелването на две вътрешни купи. През 2011 г. мажоритарен собственик на клуба е Qatar Sports Investments (QSI) – спортно дъщерно дружество на катарския суверенен фонд Qatar Investment Authority (QIA), подкрепян от катарското правителство, който има 87,5 % от акциите до 2012 г., докато американската инвестиционна фирма Arctos Partners притежава останалите 12,5 %. С катарския бизнесмен и бивш тенисист Насер Ал-Хелаифи, който става главен изпълнителен директор на клуба, QSI инвестира значителни финансови ресурси, което позволява на ПСЖ да придобие някои от най-скъпите играчи в света, като например шведа Златан Ибрахимович, бразилеца Неймар, французина Килиан Мбапе през 2017 г. и аржентинеца Лионел Меси през 2021 г. След това ПСЖ се превръща в клуб от световна величина.
Пари Сен Жермен е най-богатият клуб във Франция и един от най-богатите в света. През януари 2025 г. ПСЖ имаше третите най-високи приходи във футболния свят с годишни приходи от 806 милиона евро според международната корпорация „Deloitte ООД“ и седмият най-скъп футболен клуб в света, оценяван на 4,4 милиарда щатски долара според списание „Форбс“.

## Емблеми
Емблемите на клуба в историята му са в цветовете син, червен и бял. Почти всички са кръгли с изключение на периода 1992 – 1996 г.
Емблемата на клуба от 2013 г. е морскосин кръг, на който горе и долу пръстеновидно с бели букви са написани името на града „Париж“ и на предградието „Сен Жермен“. В средата в кръг с бял контур е изобразена с червен цвят Айфеловата кула. Емблемата вдъхновява прочутия френски дизайнер и бивш собственик на „ПСЖ“ Даниел Ещер да създаде през 1973 г. „историческия“ екип на „парижани“: синьо с червена вертикална линия в средата, оградена от тънки бели ивици. Девизът на клуба е „Ici c'est Paris!“ (Тук това е Париж).

## Стадион
Стадион „Парк де Пренс“ се намира в югозападната част на Париж и е дом на Пари Сен Жермен от 1974 г. насам. Преди това клубът играе своите срещи на „Стад Жорж Льофевр“, намиращ се в Кан де Лож - тренировъчен център на „парижани“ от 1970 г. Историята на Парк де Пренс започва през 1897 г., когато на това място първоначално е построен „Стад-велодром дю Парк де Пренс“, по-късно обновен през 1932 г., преди да бъде срутен и на негово място да бъде построено сегашното съоръжение през 1972 г. ПСЖ изиграва своя първи мач тук на 10 ноември 1973 г. в мач от френската втора дивизия срещу Ред Стар. През годините клубът използва съвместно стадиона и с други парижки отбори, като Пари ФК и Матра Расинг. Парк де Пренс разполага с 48 712 седящи места и е собственост на град Париж.

## Успехи

### Световни
- Световно клубно първенство
  - Финалист (1): 2025

### Европейски
- Шампионска лига
  - Носител (1): 2025
  - Финалист (1): 2020
- Суперкупа на Европа
  - Носител (1): 2025
- Купа на носителите на купи
  -  Носител (1): 1996
  -  Финалист (1): 1997
- Суперкупа на УЕФА
  -  Финалист (1): 1996
- Купа Интертото
  -  Носител (1): 2001

### Национални
- Суперкупа на Франция
  -  Носител (13): 1995, 1998, 2013, 2014, 2015, 2016, 2017, 2018, 2019, 2020, 2022, 2023, 2024
  -  Финалист (5): 1986, 2004, 2006, 2010, 2021
- Шампионат на Франция
  -  Шампион (13, рекорд): 1986, 1994, 2013, 2014, 2015, 2016, 2018, 2019, 2020, 2022, 2023, 2024, 2025
  -  Вицешампион (9): 1989, 1993, 1996, 1997, 2000, 2004, 2012, 2017, 2021
- Купа на Франция
  -  Носител (16, рекорд): 1982, 1983, 1993, 1995, 1998, 2004, 2006, 2010, 2015, 2016, 2017, 2018, 2020, 2021, 2024, 2025
  -  Финалист (5): 1985, 2003, 2008, 2011, 2019
- Купа на Лигата
  -  Носител (9): 1995, 1998, 2008, 2014, 2015, 2016, 2017, 2018, 2020
  -  Финалист (1): 2000

## Участия в Европейските клубни турнири
Последна актуализация: 7 юни 2023

С = Сезони, М = Мачове, П = Победи, Р = Равенства, З = Загуби
ВГ = Вкарани голове, ДГ = Допуснати голове, ГР = Голова разлика

## Състав
Последна актуализация: 12 август 2025 г.

## Фенове и съперничества
„ПСЖ“ е най-подкрепяният клуб във Франция и един от най-популярните клубове в света. Бившият президент на страната Никола Саркози е един от най-известните привърженици и редовно може да бъде забелязан на трибуните. Други известни личности са тенисистите Ришар Гаске и Гаел Монфис, баскетболистът от НБА Тони Паркър, живата легенда на джудото Теди Рине, френската кинозвезда Жан-Пол Белмондо, световноизвестният диджей DJ Snake и много други. Популярността на „Пари Сен Жермен“ расте неимоверно с всяка изминала година. През 2017 г. „ПСЖ“ се превърна в първия френски клуб (и седми в света) с над 35 милиона последователи във Фейсбук (и над 60 милиона общо във всички социални мрежи).

### Ултраси
От началото на последното десетилетие на миналия век ултрасите от двете срещуположни трибуни на Парк де Пренс – „Коп оф Булон“ и „Вираж Отьой“, са в непрекъснат конфликт помежду си, въпреки че са събрани от един и същ любим отбор. Едните – „Коп оф Булон“, са крайни националисти и заради непрестанните хулигански прояви, лошата им слава става синоним на расизъм, фашизъм и невъздържана омраза към различните етноси в мултиетническия Париж. Другата трибуна – „Вираж Отьой“, събира запалянковци от всички раси. Създадена е през 1991 г. под натиска на новото ръководство на клуба – тв каналът „Канал Плюс“, който иска да формира опозиция срещу вече утвърдените като „проблемни“ хулигани от „Коп оф Булон“. По онова време цялата страна трепери от „Коп оф Булон“ – фенове, вдъхновени от английския модел на насилие по стадионите, които например нахлуват на терена и прекъсват за 1 час финала за Купата на Франция през 1982 г. В „актива“ им също са масови сбивания с тифози на Ювентус и трошене на рейсовете им през същата година. Заради горещите страсти Парк де Пренс се счита за един от най-тежките за гостуване стадиони в света.
От 2008 г. насам поради непрекъснатите нападения между враждуващите фракции, френските власти забраняват и блокират дейността на шест фенски обединения: на трибуна Вираж „Отьой“ са забранени Supras Auteuil 1991, Paris 1970 la Grinta и Les Authentiks. На „Коп оф Булон“ са разпуснати „Булон Бойс“ (една от най-старите хулигански групи във Франция), Commando Loubard и Milice Paris.

### Льо Класик
Ако има мач, който вдига адреналина на възможно най-много привърженици на футбола във Франция, но от друга страна изправя косите на останалите хора в двата най-големи града, то той несъмнено е между Пари Сен Жермен и Олимпик Марсилия. „Льо Класик“ е не просто мач, а противопоставяне между столицата и провинцията, между Севера и Юга, не на последно място битка за влияние, гарнирана с мръсни игри и огромни пари, за континентална хегемония, оцветена от изпепеляващата любов на феновете към любимците им. „ПСЖ“ срещу „ОМ“ далеч не е най-старото футболно съперничество във Франция, но със сигурност е най-свирепото. Двата клуба са най-известните и най-успешните в страната на Наполеон, а амбицията им да доминират не само на домашна сцена е огромна. Тя не е единствената причина за ненавистта им.
В началото мачовете не предвещават, че отборите ще се превърнат в непримирими врагове. „ПСЖ“ празнува първия си рожден ден с влизане в елита. По това време „Марсилия“ изживява период на хегемония – два последователни пъти е първенец, също два пъти взима и купата, веднъж суперкупата. Първият мач между двата тима е на 12 декември 1971 г. на Стад Велодром. Домакините печелят с 4:2 с две попадения на Йосип Скоблар и по едно на Бернар Боские и Дидие Кюку. Първата победа на „парижани“ над „марсилци“ идва на 13 май 1975 г., когато отборът от пристанищния град е отстранен на 1/4-финален сблъсък за Купата на Франция с 2:0. Оттогава двата клуба са изиграли над 100 мача помежду си, а предимството в преките двубои е на страната на столичния гранд.
Сериозно противопоставяне между двата клуба се заражда в средата на 80-те години на 20 век, когато „Пари Сен Жермен“ печели своята първа титла. Дотогава за основен опонент на Олимпик Марсилия е смятан първо Сент Етиен, а впоследствие и Бордо. За враждата спомага също небезизвестният президент на „Марсилия“ – Бернар Тапи. Именно той започва да промотира пред цяла Франция от ефира на „Canal +“ как „ПСЖ“ е най-големият съперник на неговия клуб, използвайки и съществуващия антагонизъм между хората от столицата и провинцията. През 1991 година „Canal +“ става спонсор на Олимпик Марсилия. Медийният гигант предприема масова кампания за подхранване на съперничеството с „ПСЖ“, осъзнавайки какво влияние може да окаже то на спорта, а и от гледна точка на приходите. Оттогава насам феновете на двата гранда буквално не могат да се понасят. Напрежението около всяко дерби е огромно, а мерките за сигурност са изключително засилени, защото сблъсъците между фен фракциите не са рядкост.
„ПСЖ“ и „ОМ“ са двата най-популярни и най-титулувани отбори във Франция. Те са единствените френски клубове, покорявали европейския връх. „Марсилци“ печелят Шампионската лига през 1993 г., а „столичани“ достигат до финала на Шампионската лига през 2020 г. и триумфират в несъществуващия вече турнир за Купата на носителите на национални купи през 1996 г.
Други големи съперници на „парижани“ са Сент Етиен и Олимпик Лион, но в тези сблъсъци всичко се решава основно на терена и рядко стават ексцесии по трибуните и около стадиона.

## Рекорди
Последна актуализация: 9 юли 2025

### Клубни
Победи и загуби
- Най-голяма победа: 10 – 0 (като гост срещу Кот Шауде, Купа на Франция, 22 януари 1994 г.)
- Най-голяма загуба: 0 – 6 (като гост срещу Нант, Лига 1, 1 септември 1971 г.)
- Най-голяма победа в Лига 1: 9 – 0
  - (като гост срещу Троа, 13 март 2016 г.)
  - (като домакин срещу Гингам, 19 януари 2019 г.)
- Най-голяма загуба в Лига 1: 0 – 6 (като гост срещу Нант, 1 септември 1971 г.)
- Рекордна победа в европейските клубни турнири: 7 – 1
  - (като домакин срещу Гент, Купа Интертото, 1 август 2001 г.)
  - (като домакин срещу Селтик, Шампионска лига, 22 ноември 2017 г.)
- Рекордна загуба в европейските клубни турнири: 1 – 6
  - (като домакин срещу Ювентус, Суперкупа на УЕФА, 15 януари 1997 г.)
  - (като гост срещу Барселона, Шампионска лига, 8 март 2017 г.)
- Рекордна победа за Купата на Франция: 10 – 0 (като гост срещу Кот Шауде, 22 януари 1994 г.)
- Рекордна загуба за Купата на Франция: 0 – 5 (като домакин срещу Реймс, 4 май 1974 г.)
- Рекордна победа на Парк де Пренс: 9 – 0 (като домакин срещу Гингам, Лига 1, 19 януари 2019 г.)
- Рекордна загуба на Парк де Пренс: 1 – 6 (като домакин срещу Ювентус, Суперкупа на УЕФА, 15 януари 1997 г.)

Серии
- Най-дълга серия от победи във всички турнири: 16 мача
- Най-дълга серия от победи в Лига 1: 14 мача – национален рекорд
- Най-дълга серия от победи в европейските клубни турнири: 8 мача
- Най-дълга серия от победи за националните купи: 49 мача – национален рекорд
- Най-дълга серия от победи за Купата на Франция: 29 мача – национален рекорд
- Най-дълга серия от победи за Купата на Лигата: 21 мача – национален рекорд
- Най-дълга серия от домакински победи във всички турнири: 19 мача
- Най-дълга серия без загуба във всички турнири: 37 мача
- Най-дълга серия без загуба в Лига 1: 36 мача – национален рекорд
- Най-дълга серия без загуба в европейските клубни турнири: 19 мача
- Най-дълга серия без домакинска загуба във всички турнири: 51 мача
- Най-дълга серия без домакинска загуба в Лига 1: 41 мача
- Най-дълга серия без домакинска загуба в европейските клубни турнири: 33 мача

Сезони
- Най-много изиграни мачове във всички турнири: 61 мача (сезон 1994/95)
- Най-много отбелязани голове във всички турнири: 171 гола (сезон 2017/18) – национален рекорд
- Най-много отбелязани голове в Лига 1: 108 гола (сезон 2017/18)
- Най-много отбелязани голове в европейските клубни турнири: 27 гола (сезон 2017/18)
- Най-много отбелязани голове в груповата фаза на Шампионската лига: 25 гола (сезон 2017/2018) – европейски рекорд
- Най-малко допуснати голове във всички турнири: 28 гола (сезон 1993/94)
- Най-малко допуснати голове в Лига 1: 19 гола (сезон 2015/16) – национален рекорд
- Най-малко допуснати голове като гост в Лига 1: 7 гола (сезон 2015/16) – национален рекорд
- Най-добра голова разлика в Лига 1: +83 гола (сезон 2015/16) – споделен национален рекорд
- Най-малко допуснати голове в европейските клубни турнири: 2 гола (сезон 2002/03)
- Най-малко допуснати голове в груповата фаза на Шампионската лига: 1 гол (сезон 2015/16) – европейски рекорд
- Най-много победи във всички турнири: 47 победи (сезон 2015/16)
- Най-много победи в Лига 1: 30 победи (сезон 2015/16) – споделен национален рекорд
- Най-много победи като гост в Лига 1: 15 победи (сезон 2015/16) – национален рекорд
- Най-много точки в Лига 1: 96 точки – национален рекорд
- Най-много поредни сезони в Лига 1: 49 сезона (от 1974 г.) – национален рекорд

Съперници
- Най-много изиграни мачове: срещу Бордо (106 мача)
- Най-много изиграни мачове в Лига 1: срещу Бордо (94 мача)
- Най-много изиграни мачове в европейските клубни турнири срещу Байерн Мюнхен (13 мача)
- Най-много победи: срещу Сошо (45 победи)
- Най-много победи в Лига 1: срещу Сошо (41 победи)
- Най-много победи в европейските клубни турнири: срещу Байерн Мюнхен (6 победи)
- Най-много загуби: срещу Монако (45 загуби)
- Най-много загуби в Лига 1: срещу Монако (45 загуби)
- Най-много загуби в европейските клубни турнири: срещу Байерн Мюнхен (7 загуби)

Посещаемост
- Най-висока посещаемост: 49 575 (срещу Ватершей, 13 март 1983 г.)
- Най-ниска посещаемост: 2006 (срещу Мант, Лига 2, 25 април 1974 г.)
- Най-висока средна домакинска посещаемост: 46 939 на мач (сезон 2018/19)
- Най-ниска средна домакинска посещаемост: 434 на мач (сезон 2020/21)

### Индивидуални
Изиграни мачове
- Най-много изиграни мачове във всички турнири: Маркиньос (490 мача)
- Най-много изиграни мачове в Лига 1: Жан-Марк Пилорже (371 мача)
- Най-много изиграни мачове за Купата на Лигата: 19, Силвен Арман (19 мача)
- Най-много изиграни мачове в европейските клубни турнири: Маркиньос (81 мача)
- Най-млад играч в официален мач: Кингсли Коман (16 години и 8 месеца)
- Най-възрастен играч в официален мач: Джанлуиджи Буфон (41 години)

Голмайстори
- Най-много отбелязани голове: Килиан Мбапе (256 гола)
- Най-много отбелязани голове в Лига 1: Килиан Мбапе (148

гола)
- Най-много отбелязани голове за Купата на Франция: Единсон Кавани (32 гола)
- Най-много отбелязани голове за Купата на Лигата: Единсон Кавани (15 гола) – национален рекорд
- Най-много отбелязани голове за Суперкупата на Франция: Анхел Ди Мария, Неймар (3 гола)
- Най-много отбелязани голове в Европейските клубни турнири: Килиан Мбапе (34 гола)
- Най-много отбелязани голове в Шампионската лига за един сезон: Джордж Уеа (8 гола, сезон 1994/95)
- Най-много отбелязани голове във всички официални турнири: Златан Ибрахимович (50 гола, сезон 2015/16) – национален рекорд
- Най-много отбелязани голове в Лига 1 за един сезон: Златан Ибрахимович (38 гола, сезон 2015/16)
- Най-много отбелязани голове в Лига 1 като гост: Единсон Кавани (19 гола, сезон 2016/17) – национален рекорд
- Най-много отбелязани голове в европейските клубни турнири за един сезон Златан Ибрахимович (10 гола, 2013/14)
- Най-млад реализатор: Бартоломю Огбече (на 17 години и 1 месец)
- Най-много отбелязани голове в един мач: (5 гола)
  - (Килиан Мбапе срещу Пеи дьо Касел, Купа на Франция, 23 януари 2023 г.)

Асистенции
- Най-много асистенции: Анхел Ди Мария (112 асистенции)
- Най-много асистенции в Лига 1: Сафет Сушич (80 асистенции)
- Най-много асистенции в един мач: Сафет Сушич (5 асистенции срещу Бастия, Лига 1, 21 септември 1984 г.)
- Най-много асистенции за един сезон в Лига 1: Анхел Ди Мария (18 асистенции през сезон 2015/16) – национален рекорд
- Лидер по асистенции в Шампионска лига: Златан Ибрахимович (7 асистенции през сезон 2012/2013)

Трансфери
- Най-скъпо закупен футболист: Неймар (222 милиона евро) – световен рекорд
- Най-скъпо продаден футболист: Гонсало Гедеш (57 милиона евро)

Треньори
- Най-дълъг период начело на отбора: Жорж Пейрош (1979 – 1983 г.)
- Най-много мачове начело на отбора: Луис Фернандес (244 мача)
- Най-много спечелени трофеи: Лоран Блан (11 трофея)

Президенти
- Най-дълъг период начело на клуба: Франсис Борели (1978 – 1991 г.)
- Най-много спечелени трофеи: Насер Ал-Келаифи (30 трофея)

## Класации
Последна актуализация: 9 юли 2025
| N  | Име              | Мачове |
| -- | ---------------- | ------ |
| 1  | Маркиньос        | 490    |
| 2  | Жан-Марк Пилорже | 435    |
| 3  | Марко Верати     | 416    |
| 4  | Силвен Арман     | 380    |
| 5  | Сафет Сушич      | 344    |
| 6  | Пол льо Гуен     | 344    |
| 7  | Бернар Лама      | 318    |
| 8  | Тиаго Силва      | 315    |
| 9  | Мустафа Далеб    | 310    |
| 10 | Килиан Мбапе     | 308    |
| 11 | Единсон Кавани   | 301    |

| N  | Име                | Голове |
| -- | ------------------ | ------ |
| 1  | Килиан Мбапе       | 256    |
| 2  | Единсон Кавани     | 200    |
| 3  | Златан Ибрахимович | 156    |
| 4  | Неймар             | 118    |
| 5  | Педро Паулета      | 109    |
| 6  | Доминик Рощо       | 100    |
| 7  | Мустафа Далеб      | 98     |
| 8  | Франсоа М'Пеле     | 95     |
| 9  | Анхел Ди Мария     | 92     |
| 10 | Сафет Сушич        | 85     |

| N  | Име                | Асист. |
| -- | ------------------ | ------ |
| 1  | Анхел Ди Мария     | 112    |
| 2  | Сафет Сушич        | 103    |
| 3  | Килиан Мбапе       | 87     |
| 4  | Мустафа Далеб      | 80     |
| 5  | Неймар             | 70     |
| 6  | Марко Верати       | 56     |
| 7  | Хавиер Пасторе     | 56     |
| 8  | Златан Ибрахимович | 53     |
| 9  | Жером Ротен        | 52     |
| 10 | Лукаш Моура        | 45     |

## Известни бивши футболисти
- Жан Джоркаеф
- Жан-Клод Дювал
- Ролан Митораж
- Фернандо Крус
- Жан Дестрюмел
- Бернар Беро
- Жан-Луи Брост
- Мишел Прост
- Бернар Гинду
- Жан-Клод Брас
- Жоел Камарго
- Камил Шоке
- Даниел Гичи
- Жак Ремон
- Тиери Каре
- Даниел Соляс
- Жан-Пол Ростани
- Жан-Луи Леонети
- Клод Арибас
- Жерар Але
- Ерик Рено
- Паскал Шмит
- Мишел Беиер
- Жаки Лапост
- Робен Леклер
- Мишел Марела
- Кристиан Андре
- Отниел Досеви
- Бернар Дюмо
- Дидие Ледюнуа
- Патрис Збинден
- Жак Планшар
- Жаки Бад
- Бернар Дюмо
- Кристиан Кере
- Луи Карде
- Жан Делофр
- Жан-Пиер Доглиани
- Мордекай Шпиглер
- Бернар Дюмо
- Илия Пантелич
- Жак Нови
- Мустафа Далеб
- Франсоа М'Пеле
- Алберто Поли
- Доминик Локоли
- Умберто Коелю
- Лионел Жюсте
- Жан-Марк Пилорже
- Франсис Пясецки
- Жан-Пиер Токото
- Дени Бода
- Луи Флок
- Филип Редон
- Даниел Бернар
- Тиери Морен
- Рамон Ередиа
- Франсоа Брисон
- Карлос Бианки
- Жан-Пиер Адамс
- Доминик Баратели
- Армандо Бианки
- Жан-Мишел Ларке
- Доминик Батне
- Жак-Ноел Юк
- Жан-Клод Лему
- Жоао Алвеш
- Саар Бубакар
- Жан Белтрамини
- Абел Брага
- Антоан Гарсеран
- Луис Фернандес
- Намбатинг Токо
- Доминик Рощо
- Филип Кол
- Раймон Доменек
- Освалдо Ардилес
- Мишел Н'Гом
- Ивица Шуряк
- Яник Гийошон
- Франк Танаси
- Паскал Заремба
- Кеес Кист
- Ален Курьол
- Жан-Мишел Мутие
- Сафет Сушич
- Жоел Батс
- Жерар Жанвьон
- Филип Жанол
- Тиери Баконе
- Жерар Лантие
- Рихард Нидербахер
- Мишел Бибар
- Фабрис Пулен
- Умар Сен
- Пиер Вермейлен
- Вилям Аяш
- Даниел Ксюреб
- Вахид Халилходжич
- Жул Боканде
- Клод Ловиц
- Рей Уилкинс
- Тиери Раба
- Пиер Рейно
- Лиазид Санджак
- Жан Шарбоние
- Габриел Калдерон
- Бруно Ру
- Пиер Дреоси
- Ален Поланиок
- Кристиан Перес
- Жан-Пиер Босер
- Ивон Ле Ру
- Бернар Алу
- Даниел Браво
- Златко Вуйович
- Франсис Ласер
- Антоан Комбуаре
- Жослен Англома
- Рикардо Гомес
- Жералдао Перейра
- Патрик Колетер
- Лоран Фурние
- Бруно Жермен
- Пол льо Гуен
- Валдо
- Амара Симба
- Давид Жинола
- Бернар Лама
- Жан Люк Сасюс
- Ален Рош
- Венсан Герен
- Джордж Уеа
- Франсоа Калдераро
- Раи
- Ксавие Гравлен
- Жозе Кобос
- Люк Борели
- Бруно Н'Готи
- Стефан Мае
- Юри Джоркаеф
- Патрис Локо
- Хорхе Дели Валдес
- Паскал Нума
- Джими Алжерино
- Даниел Кенеди
- Беноа Кое
- Леонардо
- Кристоф Рево
- Венсан Фернандес
- Ерик Рабесандратана
- Дидие Доми
- Жером Льороа
- Пиер Дюкро
- Франк Гава
- Марко Симоне
- Флориан Морис
- Марко Пантелич
- Кристиан Вьорнс
- Ален Гома
- Грегори Пейсли
- Алиу Сисе
- Игор Яновски
- Джей-Джей Окоча
- Микаел Мадар
- Бруно Родригес
- Годвин Окпара
- Аугусто Сезар
- Татал Ел Каркури
- Никола Ласпал
- Али Бенарбия
- Едуард Сисе
- Лоран Робер
- Лоран Льороа
- Кристиян Кореа
- Лионел Летици
- Фредерик Дею
- Маркос Вампета
- Фабрис Абриел
- Силвен Дистен
- Стефан Далма
- Петер Люксен
- Микел Артета
- Никола Анелка
- Доминик Касагранд
- Фабрис Келибан
- Кристобал Парало
- Маурисио Почетино
- Габриел Хайнце
- Лионел Потион
- Бернар Менди
- Уго Леал
- Роналдиньо
- Алекс Диас
- Фабрис Фиорес
- Алойзио Чулапа
- Бартоломю Огбече
- Андре Луис
- Пауло Сезар
- Алекс Нярко
- Стефан Педрон
- Филипе Тейшейра
- Мартин Кардети
- Жером Алонсо
- Жозе Пиер-Фанфан
- Лорик Цана
- Модест М'Бами
- Хуан Пабло Сорин
- Бранко Бошкович
- Рейналдо Крус
- Даниел Любоя
- Стефан Пишо
- Силвен Арман
- Жером Ротен
- Шарл Коридон
- Педро Паулета
- Марио Йепес
- Сергей Семак
- Фабрис Панкрат
- Ведад Ибишевич
- Елдер Кристовао
- Давид Розехнал
- Викаш Дорасо
- Карлос Буено
- Кристоф Ландрин
- Бонавентюр Калу
- Микаел Ландро
- Сами Траоре
- Букари Драме
- Клеман Шантом
- Жереми Клеман
- Давид Н'Гог
- Амара Диане
- Пиер-Ален Фро
- Марсело Гаярдо
- Пеги Люиндула
- Кристиан Родригес
- Маркос Сеара
- Зумана Камара
- Мамаду Сако
- Дидие Дигар
- Грегори Бурийон
- Стефан Сесеньон
- Клод Макелеле
- Людовик Жули
- Гийом Оаро
- Матея Кежман
- Грегори Купе
- Апула Едел
- Яник Боли
- Лорис Арно
- Кристоф Жале
- Жан-Оде Морис
- Мевлют Ердинч
- Сиака Тиене
- Матийо Бодмер
- Нене Карвальо
- Салваторе Сиригу
- Милан Бишевац
- Алекс Коста
- Максуел Шерер
- Мохамед Сисоко
- Тиаго Мота
- Блез Матюиди
- Жереми Менез
- Кевин Гамейро
- Хавиер Пасторе
- Грегъри ван дер Вил
- Лукаш Моура
- Езекиел Лавеци
- Златан Ибрахимович
- Йоан Кабай
- Кингсли Коман
- Дейвид Бекъм
- Диего Лугано
- Бенжамен Стамбули
- Люка Дин
- Давид Луиш
- Серж Орие
- Хатем Бен Арфа
- Жан-Кевин Огюстен
- Юри Берчиче
- Одсон Едуар
- Жонатан Иконе
- Гонсало Гедеш
- Ласана Диара
- Джанлуиджи Буфон
- Адриен Рабио
- Дани Алвеш
- Муса Диаби
- Джовани Ло Селсо
- Гжегож Криховяк
- Тимъти Уеа
- Кристофър Нкунку
- Кевин Трап
- Стенли Нсоки
- Тиаго Силва
- Адил Аушиш
- Единсон Кавани
- Тома Мюние
- Ерик Максим Чупо-Мотинг
- Хесе Родригес
- Мичел Бакер
- Алфонс Ареола
- Анхел Ди Мария
- Тило Керер
- Леандро Паредес
- Идриса Гай
- Жоржиньо Вайналдум
- Алесандро Флоренци
- Пабло Сарабия
- Лейвин Курзава
- Андер Ерера
- Абду Диало
- Юлиан Дракслер
- Рафиня
- Мауро Икарди
- Неймар
- Серхио Рамос
- Лионел Меси

### Най-добрите за първите 50 години
На 29 септември 2020 г., за да отбележи 50-годишнината си, Пари Сен Жермен публикува колекционерско издание на своето официално списание. Брой, в който клубът разкрива резултатите от голямото си гласуване за 50-годишнината, след обширни консултации, събрали привърженици, бивши членове на клуба и медии, поканени да изберат: най-велик играч; най-добър играч, трениран в клуба; най-велик треньор; най-велик мач; най-красив гол и легендарна единадесеторка.
| Най-велик играч                   | Най-велик играч                                                                                                   |
| --------------------------------- | --- |
| 1                                 | Раи (Атакуващ полузащитник – 215 мача (1993 – 1998)                                                               |
| 2                                 | Сафет Сушич (Атакуващ полузащитник – 345 мача (1982 – 1991)                                                       |
| 3                                 | Роналдиньо (Атакуващ полузащитник и нападател – 77 мача (2001 – 2003)                                             |
| Най-добър играч, трениран в клуба | |
| 1                                 | Луис Фернандес (Полузащитник – 273 мача (1978 – 1986)                                                             |
| 2                                 | Никола Анелка (Нападател – 69 мача (1996 – 1997) и (2000 – 2002)                                                  |
| 3                                 | Преснел Кимпембе (Централен защитник – 241 мача (от 2014)                                                         |
| Най-велик треньор                 | |
| 1                                 | Карло Анчелоти (63,64 % победи в 77 мача (2011 – 2013)                                                            |
| 2                                 | Лоран Блан (72,83 % победи в 173 мача (2013 – 2016)                                                               |
| 3                                 | Луис Фернандес (51,23 % победи в 244 мача (1994 – 1996 и 2000 – 2003)                                             |
| Най-велик мач                     | |
| 1                                 | с Реал Мадрид 4:1 – 1/4 финал за Купата на УЕФА, 1993 г. на Парк де Пренс                                         |
| 2                                 | с ФК „Барселона“ 4:0 – 1/8 финал за Шампионската лига на УЕФА, 2017 г. на Парк де Пренс                           |
| 3                                 | с Челси 2:2 – 1/8 финал за Шампионската лига на УЕФА, 2015 г. на Стамфорд Бридж                                   |
| Най-красив гол                    | |
| 1                                 | Педро Паулета срещу Олимпик Марсилия (2:1) – 33-ия шампионат на Франция, 2004 г. на Парк де Пренс                 |
| 2                                 | Джордж Уеа срещу Байерн Мюнхен (1:0) – групи за Шампионската лига на УЕФА, 1993 г. на Олимпийски стадион (Мюнхен) |
| 3                                 | Давид Жинола срещу Реал Мадрид (4:1) – 1/4 финал за Купата на УЕФА, 1993 г. на Парк де Пренс                      |

#### Легендарна единадесеторка
1 –  Бернар Лама ;
2 –  Маркиньос ; 3 –  Рикардо Гомес; 4 –  Тиаго Силва;
5 –  Луис Фернандес; 6 –  Марко Верати;
8 –  Сафет Сушич ; 10 –  Раи;
7 –  Роналдиньо; 11 – Златан Ибрахимович;
9 –  Педро Паулета

## Известни треньори
- Пиер Фелипон
- Робер Вико
- Жюст Фонтен
- Велибор Васович
- Жан-Мишел Ларке
- Жорж Пейрош
- Люсиен Ледюк
- Жерар Улие
- Томислав Ивич
- Анри Мишел
- Артур Жорже
- Луис Фернандес
- Рикардо Гомес
- Ален Жирес
- Филип Бержеро
- Вахид Халилходжич
- Лоран Фурние
- Ги Лакомб
- Пол льо Гуен
- Антоан Комбуаре
- Карло Анчелоти
- Лоран Блан
- Унаи Емери
- Томас Тухел
- Маурисио Почетино
- Кристоф Галтие
- Луис Енрике

## Срещи с български отбори

### „Локомотив“ (София)
Първият мач в историята на Пари Сен Жермен на европейската сцена е на стадион „Васил Левски“ в София на 15 септември 1982 година. Локомотив София е първият съперник на „парижани“ в мач от турнира на Носителите на националните купи, а двубоят е паметен и за българската история. „Железничарите“ успяват да достигнат до победа с 1:0 с гол на Миланов, който се разписва още в 16-ата минута. Реваншът обаче не се развива по същия начин. На Парк де Пренс ПСЖ побеждава с категоричното 5:1.

### „Лудогорец“
„Лудогорец“ се е срещал на два пъти с френския гранд в груповата фаза на Шампионската лига през сезон 2016/17 г. Първата среща е на 28 септември 2016 г. в София и завършва с резултат 3:1 за ПСЖ. Втората среща е на 6 декември 2016 г. в Париж, като двубоя завършва 2:2.